# Velenje

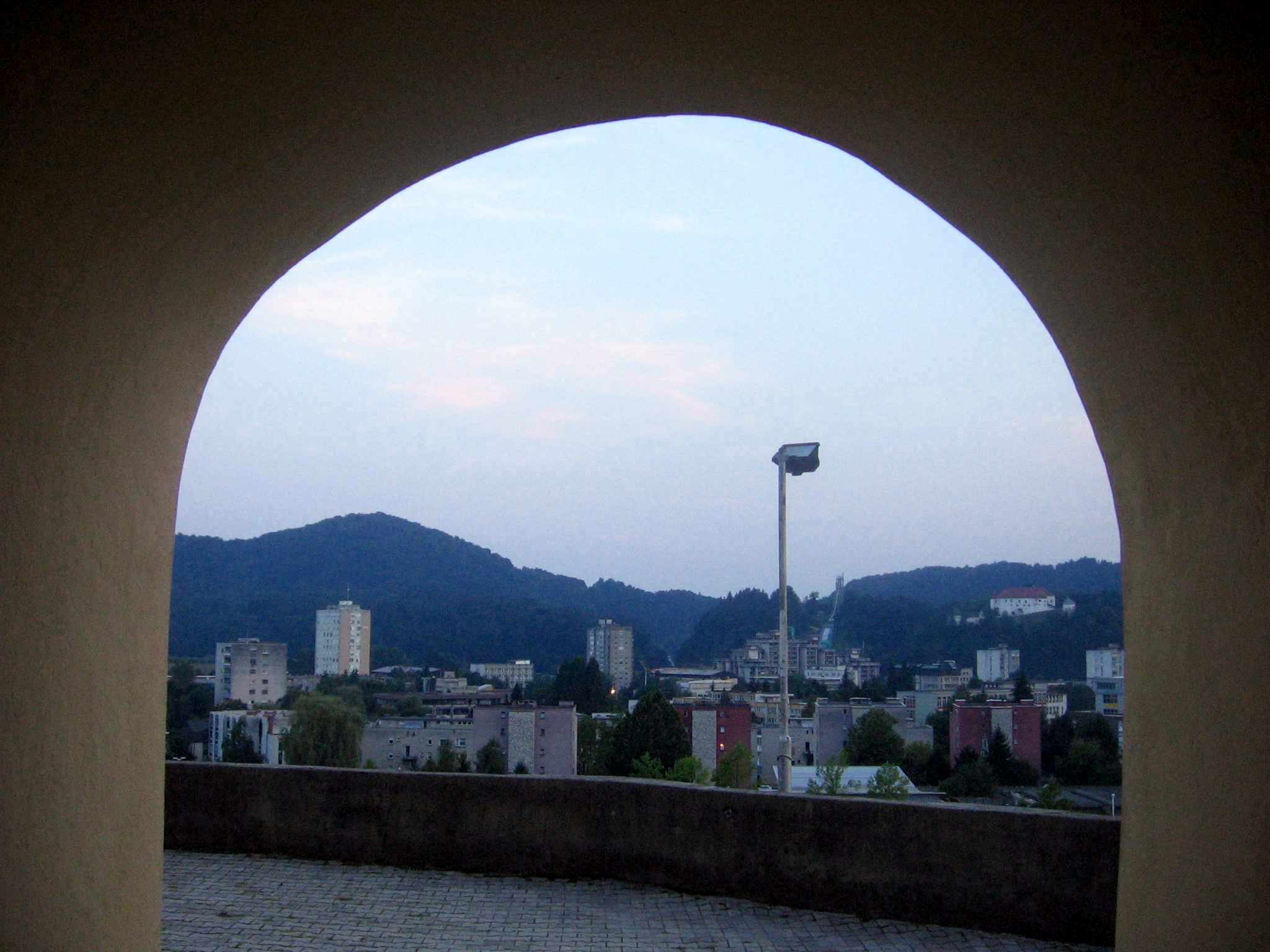
Velenje

Velenje là một thành phố và khu tự quản của Slovenia. Thành phố này có diện tích 83,5 km², dân số là 33.331 người.

## Thành phố kết nghĩa
- Esslingen am Neckar, Đức
- Neath Port Talbot, Wales[2]
- Split, Croatia[3]
- Pljevlja, Montenegro
- Udine, Ý